# Râul Suhoi, Siret
Râul Suhoi (în ucraineană Сухий, transliterat: Suhîi) este un afluent râul Siretul Mare,